# 商品房
商品房是由房地产开发商统一设计，批量建造后，作为商品出售的房屋，通常是作为居民住宅，一般拥有齐全的配套设施，如供水供电、绿化、停车位等。商品房的建设和交易通常需要经过政府部门的审批。
在中国大陆，与商品房相对的一个概念是经济适用房，在香港、澳门、新加坡等地叫“社会保障住房”。经济适用房由政府限定建筑标准和价格，并只能由特定的低收入人群购买，類似國宅或社會住宅的概念，售價較為低廉，裝潢和外觀都比商品房樸實，所以社會概念上商品房是經濟較富裕的社會階級居住。